# Penen
Penen is een bestuurslaag in het regentschap Deli Serdang van de provincie Noord-Sumatra, Indonesië. Penen telt 1035 inwoners (volkstelling 2010).